# قلعه‌کهنه (سقز)
قلعه‌کهنه (به کردی: قەڵاکۆن، Qellakon) روستایی از توابع بخش زیویه در شهرستان سقز است که در استان کردستان ایران قرار دارد.

## جمعیت
این روستا در دهستان صاحب واقع شده و براساس سرشماری سال ۱۳۸۵، جمعیت آن ۵۴۶ نفر (۱۰۹ خانوار) بوده‌است.